# Rio Bom
Rio Bom es un municipio brasilero del estado del Paraná.

## Geografía
Posee una área es de 177,836 km² representando 0,0892 % del estado, 0,0316 % de la región y 0,0021 % de todo el territorio brasilero. Se localiza a una latitud 23°45'43" sur y a una longitud 51°24'39" oeste. Su población estimada en 2005 era de 3.138 habitantes.

### Demografía
Datos del Censo - 2000
Población total: 3.546
- Urbana: 2.106
- Rural: 1.440
- Hombres: 1.871
- Mujeres: 1.675

Índice de Desarrollo Humano (IDH-M): 0,713
- IDH-M Salario: 0,613
- IDH-M Longevidad: 0,718
- IDH-M Educación: 0,809

## Administración

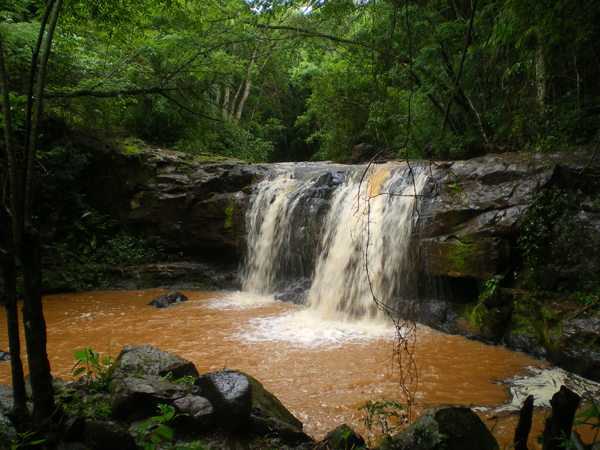
Cascada.

- Prefecto: Moisés José de Andrade (2005/2008)
- Viceprefecto: Eufrasio de Oliveira
- Presidente de la cámara: (2007/2008)

## Puntos de interés turístico
- Salto
- Cascada - localizado en el barrio de la Gamela, su acceso es por la carretera Rio Bom - Marilandia del Sur, 05 km.
- Colina del Chico Lino (Punto culminante)
- Colina del Crucero
- Lago
- Iglesia Principal
- Centro, que es más conocido como plaza